# Чифтехавузлар (квартал в Есенлер)
„Чифтехавузлар“ (на турски: Çiftehavuzlar) е квартал на Истанбул, разположен в околия Есенлер. Общата му площ е 1,2 км2. Според данни на Адресната система за регистриране на населението (ABPRS) към 2023 г. населението на „Чифтехавузлар“ е 2205 жители.